# Советско-германский обмен интернированными

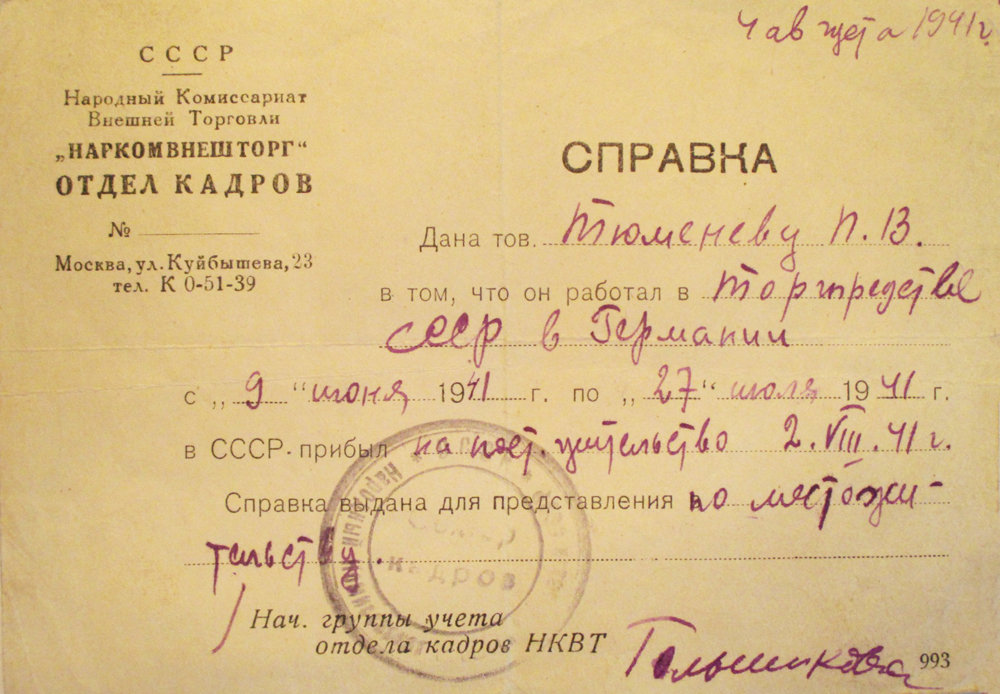
Справка Народного комиссариата внешней торговли СССР, выданная интернированному и обменянному в 1941 году Павлу Тюменеву

Сове́тско-герма́нский обме́н интерни́рованными — произведенный в июле 1941 года обмен между СССР и Германией гражданами, интернированными в первые дни Великой Отечественной войны. Через Турцию и Японию были обменяны около 1000 советских граждан на примерно 250 немецких граждан.

## Соглашения об обмене интернированными и их реализация

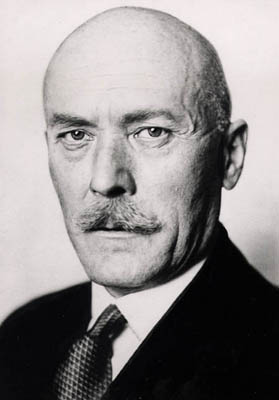
Посол Германии в СССР Вернер фон дер Шуленбург, обменянный в июле 1941

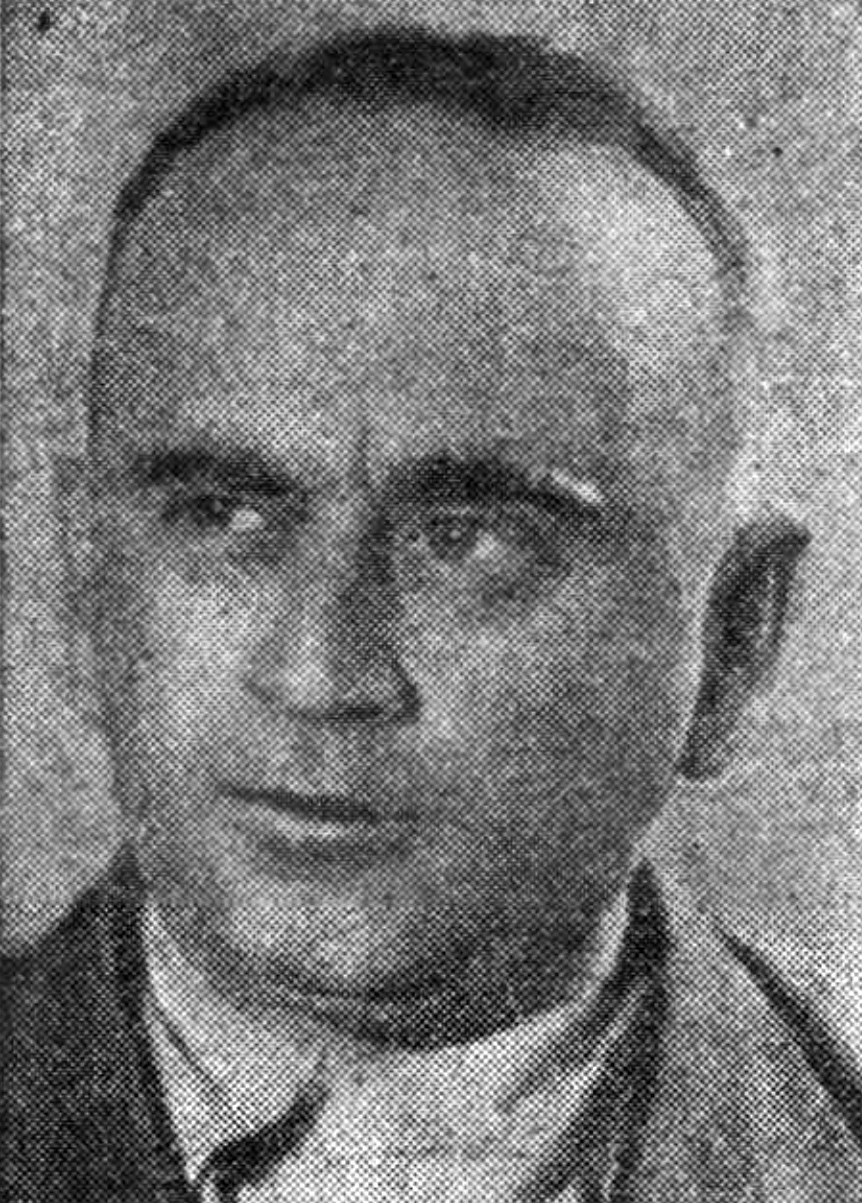
Владимир Деканозов, советский посол в Германии, обменянный в июле 1941

В начале Великой Отечественной войны были интернированы советские граждане, которые по долгу службы находились на территориях, контролируемых Третьим рейхом и его союзниками. Также в СССР были интернированы немецкие граждане, в том числе посол Германии в СССР Вернер фон Шуленбург.
Часть советских граждан была помещена немцами в лагерь Дахау, где они находились в ожидании соглашения об обмене интернированными. В дальнейшем интернированный Павел Тюменев вспоминал:

Русских женщин (жен наших работников, переводчиц, секретарей, персонал столовых) поселили в отдельном бараке. Каждому из нас выдали по тяжелой фаянсовой миске, а также кружку и ложку. Каждый человек, оказавшийся в лагере, лишался имени и фамилии, ему присваивался номер. Все без исключения были обязаны постоянно носить на шее железный кружок, который висел на шнурке. Я стал номером 715. Согласно номерам мы были обязаны выстраиваться (по группам) возле своих бараков для утренней и вечерней проверок и других сообщений начальства лагеря. Иногда в ночное время приходили патрули в сопровождении злых собак, которых крепко держали на поводках…
22 июня 1941 года посланник Болгарии в Москве Иван Стаменов сообщил руководству Народного комиссариата иностранных дел СССР, что Болгария будет представлять в СССР интересы Германии и её союзников, за исключением Италии, которую будет представлять Япония. 28 июня 1941 года было определено, что советские интересы будет представлять Швеция.
28 июня 1941 года болгарское посольство направило в Народный комиссариат иностранных дел СССР ноту, в которой передало германские предложения по обмену интернированными. Германия предложила эвакуировать интернированных двумя группами, причем эвакуировать следующие категории:
- Членов дипломатического представительства;
- Членов консульских представительств;
- Лиц со специальной миссией;
- Частных лиц.

Первые три категории образовывали первую группу, а частные лица — вторую группу. Германия должна была эвакуировать по первой группе следующих советских граждан: всех государственных служащих, являвшихся сотрудниками советского посольства и торгпредства в Берлине, консульств в Кёнигсберге, Вене, Праге и Париже, постоянных и временно командированных сотрудников народных комиссариатов, находящихся в Германии, в протекторате Богемия и Моравия, Бельгии, Голландии и Норвегии, сотрудников банка «Гаркребо» в Берлине, сотрудников ТАСС, представителя Главного управления гражданского воздушного флота СССР, управляющего домом бывшего советского полпредства в Варшаве, советских дипломатических курьеров и членов их семей.
СССР должен был эвакуировать по первой группе: всех сотрудников германского посольства в Москве, консульств в Ленинграде, Батуми и Владивостоке, представителей германской прессы, германских фирм и учреждений и транзитных пассажиров.
В качестве места обмена СССР предложил Турцию. Процедуру обмена и списки лиц в Москве согласовывали с посланниками Болгарии и Швеции ежедневно.
В итоге было заключено советско-германское соглашение: советских граждан (сотрудников советского посольства в Берлине и консульств в Вене, Праге, Кёнигсберге и Париже; сотрудников торгового представительства в Берлине; работников, командированных в Германию, Бельгию, Норвегию, Париж и Нидерланды; корреспондентов ТАСС в Берлине, Осло, Париже и Брюсселе) обменяли на граждан Германии (сотрудников посольства в Москве, консульств в Ленинграде, Владивостоке и Батуми, представителей германских фирм и учреждений, корреспондентов германских газет; транзитных пассажиров, интернированных во время их передвижения по территории СССР). При транспортировке немцы предоставляли разные условия различным категориям советских граждан. Эвакуированных из Берлина везли двумя поездами — в одном ехали сотрудники посольства СССР в Берлине, в другом — все остальные интернированные советские граждане. Дипломаты и сотрудники посольства получили спальные вагоны с мягкими двухместными купе. Остальные ехали в общих сидячих вагонах третьего класса. Пунктами обмена стали Ленинакан и Свиленград (станция вблизи болгарско-турецкой границы). 13 июля 1941 года началась передача в Турцию советских граждан (их прибыло в Свиленград 979 человек) и были переданы в Турцию 237 немецких граждан. В тот же день 31 немецкий гражданин был передан Японии. 17 июля 1941 года в Турцию передали еще 4 немецких граждан.
В августе 1941 года были обменяны через Болгарию и Турцию также некоторые матросы состава команд вспомогательных судов, купленных Советским Союзом у Германии, которые имели советские заграничные паспорта. Остальные советские граждане остались в концлагерях: женщины в Берлине, а мужчины в лагере для интернированных в баварской крепости Вольфсбург.

## Обмен с союзниками Германии: Словакией, Венгрией, Финляндией, Италией, Румынией и Виши
Обмен интернированными с союзниками Германии — Словакией, Венгрией, Италией, Румынией и вишистской Францией — проходил по той же схеме, что и с Германией, но с некоторыми небольшими отличительными особенностями.
Согласно отчету начальника протокольного отдела Министерства иностранных дел Румынии Г. Лекки, что 21 июня 1941 года в 23.00 Лекки был вызван к министру иностранных дел М.Антонеску, который поручил ему в 7 часов утра следующего дня вызвать в министерство советского посланника Лаврентьев и потребовать немедленного выезда всех советских сотрудников из Румынии. Лекки так и сделал: вызвал советского представителя и предложил ему в течение часа покинуть здание посольства. При этом представителю было предложено выбрать: либо в течение часа сделать опись имущества посольства, либо опечатать здание в присутствии румынских властей. По возвращении Лаврентьева в 8 часов 30 минут городские телефоны миссии отключили, а её территорию заняли агенты сигуранцы. Все сотрудники покинули в 12 часов 22 июня здание миссии и выехали поездом в окрестности Бухареста, где были изолированы в течение десяти дней. Румыны отказались предоставить медицинскую помощь 26 заболевшим детям членов миссии и в ответ весь мужской персонал 2 июля объявил голодовку, которая продолжалась до вечера 4 июля. 5 июля 1941 года полпреду было вручено письмо шведского посланника Рейтерсворда о порядке обмена. 8 июля 1941 года сотрудники миссии, торгпредства и ТАСС в количестве 95 человек и одного советского гражданина (частного лица) прибыли на болгаро-турецкую границу, 14 июля 1941 года весь состав миссии прибыл в Стамбул, откуда 16 июля началась эвакуация в Советский Союз.
Румынский посланник Г. Гафенку отправил всех женщин посольства 21 июня 1941 года последним самолетом, вылетавшим из Москвы в Берлин. Вечером 24 июня 1941 года В. М. Молотов вызвал Г. Гафенку и спросил о позиции, которую занимает Румыния. Гафенку ответил, что не имеет от своего правительства никаких инструкций. Румынская миссия в Москве 25 июня 1941 года была закрыта, а весь персонал вывезли в Мичуринск. 26 июня 1941 года Народный комиссариат иностранных дел СССР обратился к болгарской миссии с просьбой об организации обмена.
22 июня 1941 года послу СССР в Италии Н. В. Горелкину министр иностранных дел Италии Чиано сообщил о том, что Италия объявляет войну СССР «с момента вступления германских войск на советскую территорию, то есть с 5 часов 30 минут 22 июня». Чиано сообщил, что вопрос об обмене персонала посольств будет в дальнейшем урегулирован между итальянским и советским правительствами через посольства третьих стран. 25 июня 1941 года при посредничестве шведской миссии советский посол смог сообщить своему правительству об объявлении Италией войны СССР. Итальянский посол А. Россо, приглашенный 25 июня на беседу к А. Я. Вышинскому, сообщил, что 22 июня «слышал по радио, что будто бы итальянское правительство сделало послу СССР в Риме сообщение об объявлении войны Советскому Союзу» и просил проинформировать его о том, насколько такое сообщение соответствует действительности, а также стоит ли принимать меры к отъезду итальянского посольства. На третий день после объявления войны советское посольство в Риме посетил посланник Швеции, который сообщил информацию о предстоящей эвакуации советских граждан из Италии. В период с 26 июня по 5 июля 1941 года все 157 сотрудников посольства, аппарата военно-морского атташе, торгового представительства СССР в Италии и члены их семей находились в служебном помещении и готовились к эвакуации. Им разрешили взять с собой только личные вещи. Итальянское правительство заявило, что готово гарантировать полную сохранность имущества, принадлежавшего советскому посольству. Защиту итальянских интересов в СССР взяла на себя Япония. Как и в случае с обменом с Германией договорились, что всех лиц, подлежащих эвакуации, можно делить на две группы. В первую группу включили дипломатических и консульских работников, сотрудников торгпредства и командированных. Во вторую группу включили частных граждан. 3 июля 1941 года Народный комиссариат иностранных дел СССР сообщил японскому посреднику, что советская сторона гарантирует доставку всего состава дипломатического представительства Италии и пяти итальянских граждан (они ехали транзитом через СССР) на пограничный пункт на советско-турецкой границе в Ленинакане к 18 часам по московскому времени 8 июля 1941 года. Одновременно 8 июля в 18 часов по московскому времени должны быть доставлены из Италии на турецко-болгарскую границу, в район Свиленграда, все советские граждане тех категорий, которые были поименованы в ноте Народного комиссариата иностранных дел СССР от 29 июня 1941 года, а также два сотрудника советской миссии в Греции, ныне находящиеся в Афинах. 5 июля 1941 года начальник протокольного отдела Министерства иностранных дел Италии вручил послу Н. В. Горелкину заверенный список отъезжающих в количестве 167 человек (157 членов советской колонии и десять человек местных советских граждан), которых отправили на станцию Свиленград.
22 июня 1941 года в 10 часов утра поверенный в делах СССР в Словакии С. А. Афанасьев был срочно вызван в протокольный отдел Министерства иностранных дел Словакии, где его известили о начале военных действий и предложили дипломатам не покидать здания посольства. Около 11 часов толпа местных немцев напала на здание посольства несмотря на его охрану полицией.
В Будапеште советский посланник Н. И. Шаронов был вызван 23 июня в 10 часов вечера к заместителю министра иностранных дел Я. Ворнле, который зачитал ноту о решении венгерского правительства разорвать дипломатические отношения между СССР и Венгрией ввиду состояния войны между СССР и Германией. При этом Ворнле ответил, что никакого объявления войны со стороны Венгрии нет. Ворнле предложил послать телеграмму в Народный комиссариат иностранных дел СССР по обмену миссиями. Советскую миссию Ворнле предложил отправить через Анкару. 27 июня советскому посланнику сообщили, что СССР и Венгрия находятся в состоянии войны. Ворнле также сообщил, что миссия должна немедленно выехать в Ольшегод (20 километров от Будапешта). 8 июля 1941 года сотрудники советской миссии выехали вместе с прибывшими в Венгрию коллегами из Словакии в поезде из мягких вагонов и вагона-ресторана, а 16 июля прибыли на советскую границу. Всего выехало 62 человек, включая женщин и детей.
В июне 1941 года СССР имел во Франции 25 дипломатов, в том числе 6 в генеральном консульстве в Париже, а также 61 человека обслуживающего персонала. Однако 10 июня 1941 года немцы потребовали закрытия генерального консульства в Париже и выслали его сотрудников во главе с генконсулом Л. П. Василевским.
29 июня 1941 года вишистский посол Г. Бержери сообщил Народному комиссариату иностранных дел СССР о разрыве отношений. В тот день советская сторона обратилась к Швеции с просьбой принять на себя защиту интересов СССР во Франции и содействовать обмену советских граждан, находящихся во Франции, на французских граждан, находящихся в СССР. Эвакуации подлежали члены дипломатического представительства, сотрудники торгового представительства, командированные советские государственные служащие и частные лица. Местом обмена назвали Турцию, куда советских граждан должны были доставить через Италию и Болгарию. 30 июня 1941 года советского посла А. Е. Богомолова вызвали в вишистское министерство иностранных дел, где сообщили о разрыве дипломатических отношений, затем сразу отключили телефоны и окружили здание посольства силами немецких эсэсовцев. Ночью 30 июня, всех сотрудников вывезли поездом в Пор-Вандр у испанской границы.
Обмен с Финляндией имел свои особенности. 22 июня 1941 года финские войска высадились на демилитаризованных Аландских островах и арестовали там весь персонал советского консульства (31 человека). В тот же день немцы ворвались в советское консульство в Петсамо, разгромили его и всех советских граждан отправили в Хельсинки. Утром 22 июня 1941 года в Хельсинки советское посольство было окружено, а советским гражданам (кроме советника посольства) было запрещено выходить из здания. 23 июня 1941 года в посольство прибыли начальник консульского отдела министерства иностранных дел Финляндии и советник шведского посольства, которые сообщили, что сотрудники всех советских учреждений в Финляндии в течение трех дней должны подготовиться к отъезду на пункт обмена дипломатами на болгаро-турецкой границе. Начальник консульского отдела сообщил, что задержанные полицией 23 советских инженера (представители советских государственных органов по делам советских заказов финляндским фирмам) будут переданы при условии передачи финским властям военных, задержанных за нелегальный переход государственной границы СССР. В итоге всех советских граждан обменяли на всех финляндских граждан 31 августа 1941 года.

## Последующее использование советской территории для вывоза подданных Японии
В дальнейшем территория СССР и Турции использовалась для вывоза японских граждан из Европы, которые не могли уехать в Японию иным путем из-за войны Японии с США и Великобританией. В марте 1944 года советские власти выдали визу для проезда через СССР японскому послу в Италии, чтобы он мог навестить заболевшую мать в Японии. В 1945 году по просьбе посла Японии в СССР Сато через территорию СССР были вывезены 400—500 японских подданных, выехавших из Франции в Дрезден и оказавшихся на оккупированной советскими войсками территории. Советские военные власти также эвакуировали из Болгарии японский дипломатический персонал, предоставив ему возможность вернуться на родину.

## Известные обменянные интернированные
- Владимир Деканозов
- Николай Смеляков
- Вернер фон дер Шуленбург